# Agent secret (film, 1936)
Cet article concerne le film d'Alfred Hitchcock. Pour le film d'Herman Shumlin, voir Agent secret.
Pour les articles homonymes, voir Agent secret (homonymie) et Sabotage (homonymie).
Pour plus de détails, voir Fiche technique et Distribution.
Agent secret (Sabotage) est un film d'espionnage britannique réalisé par Alfred Hitchcock, sorti en 1936. Il est tiré du roman de Joseph Conrad L'Agent secret.

## Synopsis
Londres est plongé dans l'obscurité à la suite d'un sabotage de la centrale électrique, mais le courant est rapîdement rétabli sans créer de panique. Se faisant passer pour le commis d'un magasin voisin, le jeune détective Ted surveille le gérant de cinéma Karl Verloc, soupçonné par Scotland Yard d'être le saboteur. Son commanditaire étranger refuse de payer le sabotage qui n'a pas eu l'effet attendu sur la population et l'oblige à livrer un colis explosif à Piccadilly Circus. Se sentant surveillé, Verloc confie la livraison de cette bombe au petit frère de sa jeune épouse …

## Fiche technique
- Titre : Agent secret
- Titre original : Sabotage
- Réalisation : Alfred Hitchcock
- Scénario : Charles Bennett et Alma Reville, d'après le roman de Joseph Conrad The Secret Agent.
- Photographie : Bernard Knowles
- Montage : Charles Frend
- Musique et direction musicale : Louis Levy
- Production : Michael Balcon, Ivor Montagu pour Shepherd's Bush London, Gaumont British Picture Corporation
- Pays d'origine :  Royaume-Uni
- Filmé aux studios Lime Grove
- Genre : Espionnage
- Format : Noir et blanc
- Durée : 76 minutes
- Dates de sortie : 
  - Royaume-Uni : 2 décembre 1936
  - États-Unis : 11 janvier 1937
- Affiche : Jouineau Bourduge (France)

## Distribution
- Sylvia Sidney : Mme Verloc
- Oskar Homolka : Karl Anton Verloc, son mari
- Desmond Tester : Steve Verloc, son jeune frère
- John Loder : Ted, le détective
- Joyce Barbour : Renee
- Matthew Boulton : le superintendant Talbot
- S.J. Warmington : Hollingshead
- William Dewhurst : le professeur
- Torin Thatcher : Yunct, un conspirateur (non crédité)

## Autour du film
- Le rôle du détective avait été écrit pour Robert Donat (Les 39 Marches).
- Le titre anglais du film Sabotage est souvent source de confusion, Hitchcock ayant réalisé en 1942 un film presque homonyme Saboteur (Cinquième Colonne). Autre confusion fréquente : avec Quatre de l'espionnage, sorti la même année 1936 qu’Agent secret, et dont le titre original est... Secret agent !
- Le film est réputé pour le traitement remarquable de sa scène du meurtre (découpage et profondeur de champ du dernier plan fixe).